# Kisigmánd
Kisigmánd es un pueblo húngaro perteneciente al distrito de Komárom, condado de Komárom-Esztergom.

## Superficie
Cuenta con una superficie de 13,14 km².

## Demografía
Hasta 2024 la población era de 459 habitantes, con una densidad de población de 34,93 hab/km².
| Gráfica de evolución demográfica de Kisigmánd entre 2020 y 2024 |
|                                                                 |
| Datos según la Oficina Central de Estadística de Hungría.       |